# Suomenlinna
Suomenlinna (in precedenza Viapori in finlandese conosciuta anche come Sveaborg in svedese),  è una fortezza marina edificata su un arcipelago di sei isole (Kustaanmiekka, Susisaari, Iso-Mustasaari, Pikku-Mustasaari, Länsi-Mustasaari e Långören) al largo di Helsinki. Dal 1991 è stata dichiarata dall'UNESCO patrimonio dell'umanità.
Originariamente denominata Sveaborg (letteralmente "fortezza della Svezia") e conosciuta in finlandese con il nome di Viapori, fu rinominata Suomenlinna (letteralmente "castello della Finlandia") nel 1918, in concomitanza con la dichiarazione d'indipendenza della Finlandia dalla Russia. Oggi è raggiungibile in circa 15 minuti via traghetto(che passano 1/4 all'ora) dal centro di Helsinki.

## Storia
La fortezza fu voluta dal governo svedese nel 1748 per proteggere il paese contro l'espansionismo russo. La costruzione iniziò nello stesso anno sotto la direzione di Augustin Ehrensvärd. Nel 1788 servì come base militare durante la guerra russo-svedese sotto re Gustavo III.
Nel 1808, durante la guerra di Finlandia, la fortezza si arrese all'esercito russo senza opporre resistenza, e al termine della guerra, l'anno successivo, Suomenlinna (come tutta la Finlandia) passò sotto il controllo russo.
Durante la guerra di Crimea, nel 1855, il sito fu bombardato e danneggiato dall'esercito anglo-francese.
Nel 1917 la Finlandia dichiarò l'indipendenza dalla Russia e durante la guerra civile che ne conseguì, la fortezza venne utilizzata come campo di prigionia, assumendo il nome finlandese di Suomenlinna.
Nel 1939 la fortezza servì come base militare per l'artiglieria costiera, difesa antiaerea e sottomarina.
Nel 1973 terminò la funzione militare della fortezza ed il suo controllo passò all'amministrazione civile e la presenza militare nelle isole drasticamente ridotta. Suomenlinna è la sede della Merisotakoulul, l'Accademia Navale della Suomen merivoimat la Marina militare finlandese e sull'isola sventola la bandiera navale della Marina militare finlandese a coda di rondine.
Nel 1991 la fortezza viene accettata sul World Heritage List dell'UNESCO come esempio unico di architettura militare europea del suo tempo.
Oggi è una delle attrazioni turistiche più popolari della Finlandia e attira circa 700.000 visitatori all'anno. All'interno del complesso di fortificazioni sono stati allestiti musei, uffici, abitazioni, ristoranti, sale per banchetti, per laboratori artigiani e per attività culturali.

## Geografia
Il distretto di Suomenlinna comprende un totale di otto piccole isole. Tra queste, cinque sono collegate da ponti. Esse sono: Kustaanmiekka, Pikku Mustasaari, Iso Mustasaari, Länsi-Mustasaari e Susisaari. Le isole non connesse sono invece: Särkkä, Lonna e Pormestarinluodot. L'area totale di Suomenlinna si estende per 80 ettari (0.8 km²). 
 L'indirizzo postale per le isole segue un ordine differente rispetto a quello della città: infatti, invece di indicare il nome della via seguito dal numero dell'edificio, sulle isole viene dapprima segnata una lettera codice differente per ogni diversa isola, seguita dal numero civico della casa. Ad esempio, C83 indica il numero civico 83 dell'Isola di Iso-Mustasaari (la cui lettera simbolo è C).

## Altri progetti

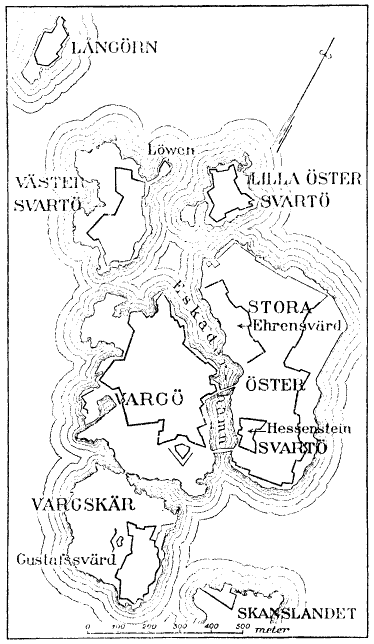
Cartina dell'arcipelago nel 1790